# 성림초등학교
성림초등학교는 대한민국 강원특별자치도 춘천시에 있는 초등학교다.

## 학교 연혁
- 2002년 9월 1일 : 개교
- 2018년 3월 1일 : 특수학급 신설(1학급)